# Список дофинов Оверни
В XII веке началась междоусобная борьба между двумя претендентами на графство Овернь. Около 1155 года Гильом VIII Старый выгнал своего племянника, Гильома VII Молодого из Оверни. После долгой ссоры графство было разделено на 2 части. За потомством Гильома VII Молодого в итоге оказалась закреплена часть графства, включавшая Бомон, Шамалье и Монферран (со столицей в городе Монферран). Его потомки вначале носили титул графа Клермона и Оверни, но позже за ними закрепился титул дофина Оверни, из-за чего эту область иногда называют Овернское Дофине (фр. Dauphiné d'Auvergne). Не являлась неотъемлемой частью официального титула принца-наследника трона, в отличие, от Дофина-Вьенского.

## Список дофинов Оверни
Овернский дом
- 1155—1169 : Гильом I Молодой (ум.1169), граф Клермона и Оверни.
- 1169—1235 : Роберт I Дофин (ум.1235), граф Клермона и Оверни, сын предыдущего.
- 1235—1239 : Гильом II (ум.1239/1240), граф Клермона и дофин Овернский, сын предыдущего.
- 1239—1262 : Роберт II Дофин (ум.1262), граф Клермона и дофин Овернский, сын предыдущего.
- 1262—1282 : Роберт III (ум.1282), граф Клермона и дофин Овернский, сын предыдущего.
- 1282—1324 : Роберт IV (ум.1324), граф Клермона и дофин Овернский, сын предыдущего.
- 1324—1352 : Жан I (ум.1352), граф Клермона и дофин Овернский, сын предыдущего.
- 1352—1356 : Беро I (ум.1356), граф Клермона и дофин Овернский, сын предыдущего
- 1356—1400 : Беро II Великий Дофин (ум.1400), граф Клермона и дофин Овернский, сын предыдущего.
- 1400—1426 : Беро III (ум.1426), граф Клермона и дофин Овернский, сын предыдущего.
- 1426—1436 : Жанна (1414—1436), графиня Клермона и дофина Овернская, дочь предыдущего.
муж: с 1426 Людовик I, граф Монпансье.

Первый дом Бурбон-Монпансье
- 1426—1436 : Людовик I Добрый, граф Клермона и дофин Овернский по праву жены, муж предыдущей.

После смерти в 1436 Жанны Овернской, её владения должны были перейти старшему брату Людовика Карлу I, герцогу Бурбонскому, так как он был старшим внуком Анны Овернской, дочери Беро II, дофина Оверни. Однако он уступил эти владения Людовику.
- 1436—1436 : Карл I (1401—1456), граф Клермона и Оверни, брат предыдущего.
- 1436—1486 : Людовик I Добрый, граф Клермона и дофин Овернский (вторично)
- 1486—1496 : Жильбер I (1447—1496), граф Клермона и дофин Овернский, сын предыдущего.
- 1496—1501 : Людовик II (1483—1501), граф Клермона и дофин Оверни, сын предыдущего.
- 1501—1527 : Карл II Коннетабль (1490—1527), граф Клермона и дофин Овернский, брат предыдущего.

После его смерти, король Франции Франциск I конфисковал все его владения и присоединил их к королевскому домену. В 1538 король признал наследницей Овернского Дофине сестру коннетабля Карла — Луизу.
- 1527—1538 : в составе королевского домена
- 1538—1561 : Луиза (1484—1561), дофина Овернская, сестра предыдущего.
муж: с 1504 Людовик Бурбон, принц де Ла Рош-сюр-Йон.

Второй дом Бурбон-Монпансье
- 1561—1582 : Людовик III (1513—1582), дофин Овернский, сын предыдущей.
- 1582—1592 : Франсуа I (1542—1592), дофин Овернский, сын предыдущего.
- 1592—1608 : Генрих I (1573—1608), дофин Овернский, сын предыдущего.
- 1608—1627 : Мария (1605—1627), дофина Овернская, дочь предыдущего.
муж: с 1626 Гастон, герцог Орлеанский.

Третий Орлеанский дом
- 1626—1627 : Гастон I (1608—1660), дофин Овернский по праву жены, муж предыдущей.
- 1627—1693 : Анна (1627—1693), дофина Оверни, дочь предыдущих.

После её смерти в 1693, Овернское Дофине было присоединено к королевскому домену, а в 1695 было передано Филиппу I, герцогу Орлеанскому, брату короля Франции Людовика XIV.
Четвертый Орлеанский дом
- 1695—1701 : Филипп I (1640—1701), дофин Овернский и герцог Орлеанский, двоюродный брат предыдущей.
- 1701—1723 : Филипп II Регент (1674—1723), дофин Овернский и герцог Орлеанский, сын предыдущего.
- 1723—1752 : Людовик IV (1703—1752), дофин Овернский и герцог Орлеанский, сын предыдущего.
- 1752—1785 : Луи-Филипп I Толстый (1725—1785), дофин Овернский и герцог Орлеанский, сын предыдущего.
- 1785—1789 : Луи-Филипп II Эгалите (1747—1793), дофин Овернский и герцог Орлеанский, сын предыдущего. Во время Великой Французской Революции отказался от всех титулов.
- 1789—1807 : Антуан-Филипп (1775—1807), герцог Монпансье и дофин Овернский, сын предыдущего.
- 1807—1830 : Луи Филипп III Король-Гражданин (1773—1850), герцог Орлеанский и дофин Овернский, также король французов (Луи-Филипп I), брат предыдущего.